# Грозненский регион Северо-Кавказской железной дороги
Грозненский регио́н Се́веро-Кавка́зской желе́зной доро́ги — один из шести регионов Северо-Кавказской железной дороги. Пути и инфраструктура  Грозненского регионанаходятся на территории Чеченской Республики. Эксплуатационная длина железных дорог региона составляет 304,1 км.

## История региона
В соответствии с приказом ОАО "РЖД" от 29 апреля 2010 года Грозненское отделение и ещё другие 4 отделения Северо-Кавказской железной дороги были упразднены, а на его территории был создан один из 5 регионов управления — Грозненский (в границах бывшего отделения).

## Территория
Грозненский регион граничит:
- с Минераловодским регионом Северо-Кавказской железной дороги
  - по 89 км на линии Моздок — Червлённая-Узловая
- с Махачкалинским регионом Северо-Кавказской железной дороги
  - по 2186 км  на линии Гудермес — Кизил-Юрт
  - по 76 км на линии Шелковская — Кизляр

Территория Грозненского региона Северо-Кавказской железной дороги включает в себя следующие железнодорожные линии:
- Ищёрская — Червлённая-Узловая
- Червлённая-Узловая — Шелковская — Кизляр
- Червлённая-Узловая — Гудермес
- Гудермес — Кизил-Юрт
- Гудермес — Грозный
- Грозный — Серноводск (не действующая)

## Инфраструктура региона
- Сервисное локомотивное депо Гудермес-Грозненский[3]
- Эксплуатационное локомотивное депо Гудермес
- Гудермесская дистанция пути
- Гудермесская дистанция сигнализации, централизации и блокировки
- Грозненская дистанция электроснабжения
- Грозненская дистанция гражданских сооружений
- Опорный грузовой двор ст. Грозный (Махачкалинской механизированной дистанции)
- Грузовой двор ст. Гудермес(Махачкалинской механизированной дистанции)

## Типы станций региона
Участковые станции: Гудермес.
Грузовые станции: Грозный, Ханкала, Червлённая-Узловая.
Промежуточные станции (станции, разъезды и блокпосты): Аргун, Алпатово, Джалка, Ищёрская, Кади-Юрт, Каргинская, Наурская, Терек, Червленная, Шелковская.
Промежуточные станции (законсервированные): Ермоловская, Самашкинская, Серноводск.

## Руководство региона
Тумхаджиев Султан Бухароевич заместитель начальника Северо-Кавказской дороги (по территориальному управлению), Грозненский регион.
Телефон приемной - 8 (8712) 22-20-53